# شاه سلطان
شاه سلطان (بالتركية: Şah Sultan) تعرف أيضا باسم شاهي هوبان سلطان (بالتركية: Şahıhuban Sultan)، وشاهي، ودولت شاه؛ (حوالي 1500 - 1572)، هي أميرة عثمانية، ابنة السلطان سليم الأول و عائشة خاتون والأخت غير الشقيقة للسلطان سليمان القانوني. قضت طفولتها في مانيسا مع شقيقها الأكبر  سليمان القانوني.

## حياتها
تزوجت شاه سلطان في عام 1523 من لطفي باشا بن عبد المعين الألباني، الذي أصبح لاحقًا الصدر الأعظم في عام 1539. كان زوجها رجلًا صارمًا وانفصلا عام 1541 بسبب الخلافات بينهما، مما أدى إلى فقدان زوجها لمنصب الصدر الأعظم. أحد الادعاءات هو أن سبب طلاقها كان قيام زوجها بكيّ الأعضاء التناسلية لامرأة عاهرة والجدال مع زوجته حول وجود مثل هذه العقوبة في الإسلام، وهو ما أثار جدلًا بينه وبين زوجته. ووفقًا لهذا الادعاء، ضرب لطفي باشا زوجته اعتراضًا على موقفها، فأمرت شاه سلطان خدمها بضرب زوجها، ثم توجهت إلى شقيقها السلطان سليمان القانوني للحصول على الطلاق من هذه الزيجة التي استمرت 19 عامًا، وأقيل لطفي باشا من منصب الصدر الأعظم.

### عقوبة خارج الإطار الفقهي الإسلامي
الإسلام لا يُقر بعقوبات مثل تشويه الأعضاء التناسلية، حتى في الجرائم مثل الزنا أو البغاء. في الفقه الإسلامي، هناك حدود وإجراءات صارمة تستند إلى القرآن والسنّة، ويُشترط إثبات الجريمة بأدلة قاطعة مثل شهادة أربعة شهود عدول. أما العقوبة، فقد تكون الجلد أو الحبس في المنزل حسب السياق والتفسير، ولكن لا يمكن أن تشمل التشويه الجسدي. مثل هذا الفعل يُعد من الانتهاكات الجسيمة للأخلاق الإسلامية وللعدالة وكرامة الإنسان، وإن صحّ هذا الحدث تاريخيًا، فإنه يُعتبر تعديًا شخصيًا واستغلالًا للسلطة لا علاقة له بتطبيق الشريعة الإسلامية.

## حياتها الخاصة
تزوجت من رجل دولة يدعى لطفي باشا الذي تولى لاحقاً منصب الصدر الأعظم في الدولة العثمانية، وأنجبت ابنة وثلاثة أبناء:
- إسمهان هانم سلطان (حوالي 1524 - 1556). تزوجت من حسين باشا وأنجبت ابنتين:

1. نسليهان هانم (ولدت عام 1546)، تزوجت وأنجبت أطفالاً؛
2. وصفيهان هانم (1549 - 1570)، تزوجت من كوتشوك عمر آغا (بالتركية: Küçük Ömer Ağa) وأنجبت أحمد بك.

- سلطان زاده أحمد بك.
- سلطان زاده عبدي بك.
- سلطان زاده محمود بك.

## قبرها
أعلن نائب رئيس الوزراء التركي بولنت أرينج للعامة في 16 مارس 2013 خبر العثور على قبر شاه سلطان، وذلك في برنامج إحياء ذكرى والدة السلطان (بالتركية: Valide sultan) عائشة حفصة سلطان زوجة السلطان سليم الأول وأم السلطان سليمان القانوني.